# 龐克文化

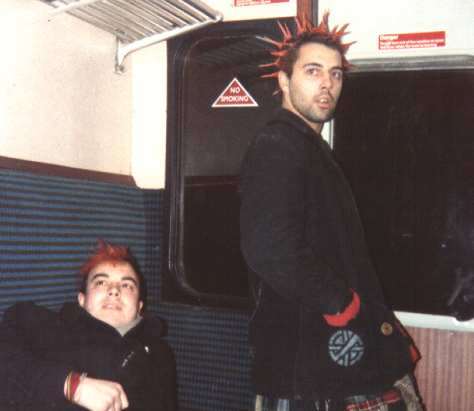
伦敦朋克

龐克（punk），又译“庞克”、“鬅客”。朋克文化是一種起源於1970年代的次文化。最早源起於龐克音樂，但逐漸轉換成一種整合音樂、服裝與個人意識主張的廣義文化風格。

## 朋克音乐
今天我們所见到的龐克文化始于1970年代，由英國開始，最初的時候它是一種音樂上的叛逆運動，主旨是在抗拒反對一些包括前衛搖滾（progressive rock）、重金属（heavy metal）在內，已經既存的流行音樂形式。在龐克文化的訴求中，這些流行音樂的歌手們早已因為過分英雄崇拜式的偶像塑造，而與他們的歌迷們疏離太遠。朋克文化的追随者以地下音樂（underground）、極簡搖滾（minimalist rock）等音樂形式為基礎，发展出他们自己反乌托邦风格的音樂。在龐克搖滾領域，性手槍（Sex Pistols）與雷蒙斯合唱團（The Ramones）是龐克音樂啟蒙時期較為人所熟悉的代表性樂團。
渐渐的，朋克变得更加多样化并且更少最低限要求主义，这是随着像The Clash这样的乐队融入了如ska和rockabilly甚或hip-hop这样的其他地下音乐影响而发生的，但是音乐所散发的讯息还是一样的；它带有颠覆性、叛逆性以及无政府主义。它取材于诸如面对社会的问题、下层阶级的被压迫等等这样的主题。朋克文化是对社会的一个讯息，也就是，不是所有人都过得很好、不是所有人都一样。
英国的朋克文化在1980年代和1990年代弥漫到了北美，在那里人们创造了一种新的音乐风格，称为硬核朋克（硬核、hardcore)、因为比欧洲的同类音乐更快和更富进攻性的节奏而著称。从这一新流派产生的风格包括滑板朋克（skate punk）和straight edge（直线边缘）。
从朋克的开始时起，主流唱片公司就试图从地下朋克文化获利。很多时候这遇到了许多阻力，因为朋克的理念在于音乐的纯洁性，而朋克常常觉得这受到了唱片公司牟利动机的威胁。
从1980年代晚期开始，美国西北太平洋地区（Pacific Northwest）的朋克音乐「油漬搖滾（grunge）」進入市場。成功的油漬搖滾乐队如涅磐（Nirvana）和Pearl Jam他们的音乐明顯受到朋克风格影响。这些早期的商业成功导致了另一朋克风格在主流中的成功，它被称为强力流行乐或者流行朋克。流行朋克的乐队的例子有Green Day和Offspring. 
很多初期朋克亚文化的追随者觉得朋克的商业化带来幻灭的感觉。他们声称朋克按照定义就应该是不流行的(把"流行朋克"视为自相矛盾)，所以应该保持这个状态，因为它给主流文化带来了所需的挑战。

## 朋克意识形态
朋克作为一种亚文化时常强调其意识形态内涵，其主要主张诸如个人自由、反独裁等。朋克文化的拥护者一般具有反叛和挑战权威的精神内核。然而，一些朋克也可能持有类似纳粹主义、白人至上主义的观点。在朋克文化的内部，这些人士遭到几乎整个文化社群的排斥，因为人们相信这些主张与朋克的初衷相悖。2016年的美国音乐奖期间，朋克乐队Green Day当众表达了对纳粹主义的鄙视。另一只朋克乐队Dead Kennedys在1981年发行的单曲“Nazi Punks Fuck Off”也表达了类似的观点。
以Sex Pistols乐队为代表的早期英国朋克普遍表达了无政府主义的倾向，他们的口号“没有未来”是英国朋克的代表性意识形态标语之一。

## 朋克设计
早期朋克的服装赋予日常物品以美学价值，比如将衣物撕裂再系以别针或捆带，使用颜料在衣物上作画和装饰，把黑色的垃圾塑料袋作为衬衫或衣裙，把扣针、剃须刀等作为饰物，他们还常常有意使用皮革、橡胶、乙烯基塑料作为衣物，使人联想起犯罪倾向、性暴力与性变态。总之是使自己的造型极度夸张、放荡不羁、充满挑衅性。但显而易见，朋克尽管气势咄咄、对日常生活及其中之用品，以及被附于其中的意义和标志胡捣乱搅，却从不拒斥它们。该运动本身就很商业化。随着经济的复苏，朋克激烈的标新立异也被融入主流文化中，成为时尚。那种玩世不恭的时髦味和颠覆味的朋克语汇为时装设计和时尚刊物带来的影响最显而易见。把朋克服装或新浪潮服装带进主流文化的最重要设计师是英国人薇薇安·魏斯伍德。另一位英国朋克服装设计师赞德拉·罗德斯（Zandra Rhodes，1940年生）作品风格更加温和，得到更多富人和名流认可。在视觉传达领域中，朋克同样经历了一个被驯化的过程，这尤其凸现于早期的朋克刊物和后来出现的、往往被误以为属于朋克文化的时尚杂志之间的对比。美国的《朋克》（Punk）、英国的《吸之毒》（Sniffin' Glue）是具有代表性的朋克刊物，但均随着朋克文化被驯化这一过程而停刊。

## 參看
- 朋克摇滚
- 流行龐克